# Svartsjön (Nysunds socken, Närke)
Svartsjön är en sjö i Degerfors kommun i Närke och ingår i Norrströms huvudavrinningsområde.